# Elaeocarpus poculifer
Elaeocarpus poculifer är en tvåhjärtbladig växtart som beskrevs av Albert Charles Smith. Elaeocarpus poculifer ingår i släktet Elaeocarpus och familjen Elaeocarpaceae. Inga underarter finns listade i Catalogue of Life.